# Giovinezza
Giovinezza (/dʒoviˈnettsa/), traducido como Juventud, fue el himno entre 1924 y 1943.del Partido Nacional Fascista, también fue utilizado junto a la Marcha Real en el Reino de Italia durante el régimen fascista y fue himno oficial de la República Social Italiana.
Omnipresente en la Italia de mediados del siglo XX, el himno enfatizaba a la juventud como tema del movimiento fascista y era un ejemplo de la centralidad de los Arditi en la narrativa fascista.

## Letra en italiano
I
Salve o popolo d'eroi
Salve a patria immortale
Son rinati i figli tuoi
Con la fede e l'ideale
Il valor dei tuoi guerrieri,
La virtù dei pionieri
La vision dell'Alighieri
Oggi brilla in tutti i cuor.
Coro
Giovinezza, Giovinezza,
Primavera di bellezza
Per la vita, nell' asprezza
Il tuo canto squilla e va! (bis)
E per Benito Mussolini,
Eja eja alalà.
E per la nostra Patria bella,
Eja eja alalà.*
II
Dell' Italia nei confini
Son rifatti gli italiani;
Li ha rifatti Mussolini
Per la guerra di domani.
Per la gloria del lavoro
Per la pace e per l'alloro,
Per la gogna di coloro
Che la patria rinnegar.
[Coro]
III
I Poeti e gli artigiani
I signori e i contadini
Con orgoglio di italiani
Giuran fede a Mussolini.
Non v'è povero quartiere
Che non mandi le sue schiere
Che non spieghi le bandiere
Del fascismo redentor.
[Coro]
Traducción al Español
I
Salve oh pueblo de héroes
Salve a la patria inmortal
han renacido tus hijos
con la fe y el ideal.
El valor de tus guerreros,
La virtud de tus pioneros
La visión de Alighieri
Hoy brilla en todos los corazones.
Coro
Juventud, juventud
Primavera de belleza
En la aspereza de la vida
Tu canto retumba y se va!
Por Benito Mussolini,
Eya eya alalá!
Por nuestra bella Patria,
Eya eya alalá!
II
Desde los confines de Italia
Se han rehecho los italianos,
Los ha rehecho Mussolini
Para la guerra del mañana
Para la gloria de los trabajadores
Por la Paz y por el laurel,
Por la vergüenza de aquellos
Que de la patria reniegan.
[Coro]
III
Los Poetas y los artesanos
Los señores y los campesinos
Con orgullo de italianos
Juran fidelidad a Mussolini
No hay ningún pobre barrio
que no mande su escuadra
que no extienda la bandera
Del fascismo redentor.
[Coro]
- Nota: No todas las versiones incluyen esos versos en el estribillo.